# Gressenhall
Gressenhall is een civil parish in het bestuurlijke gebied Breckland, in het Engelse graafschap Norfolk met 1050 inwoners.